# Jericho, Oxford

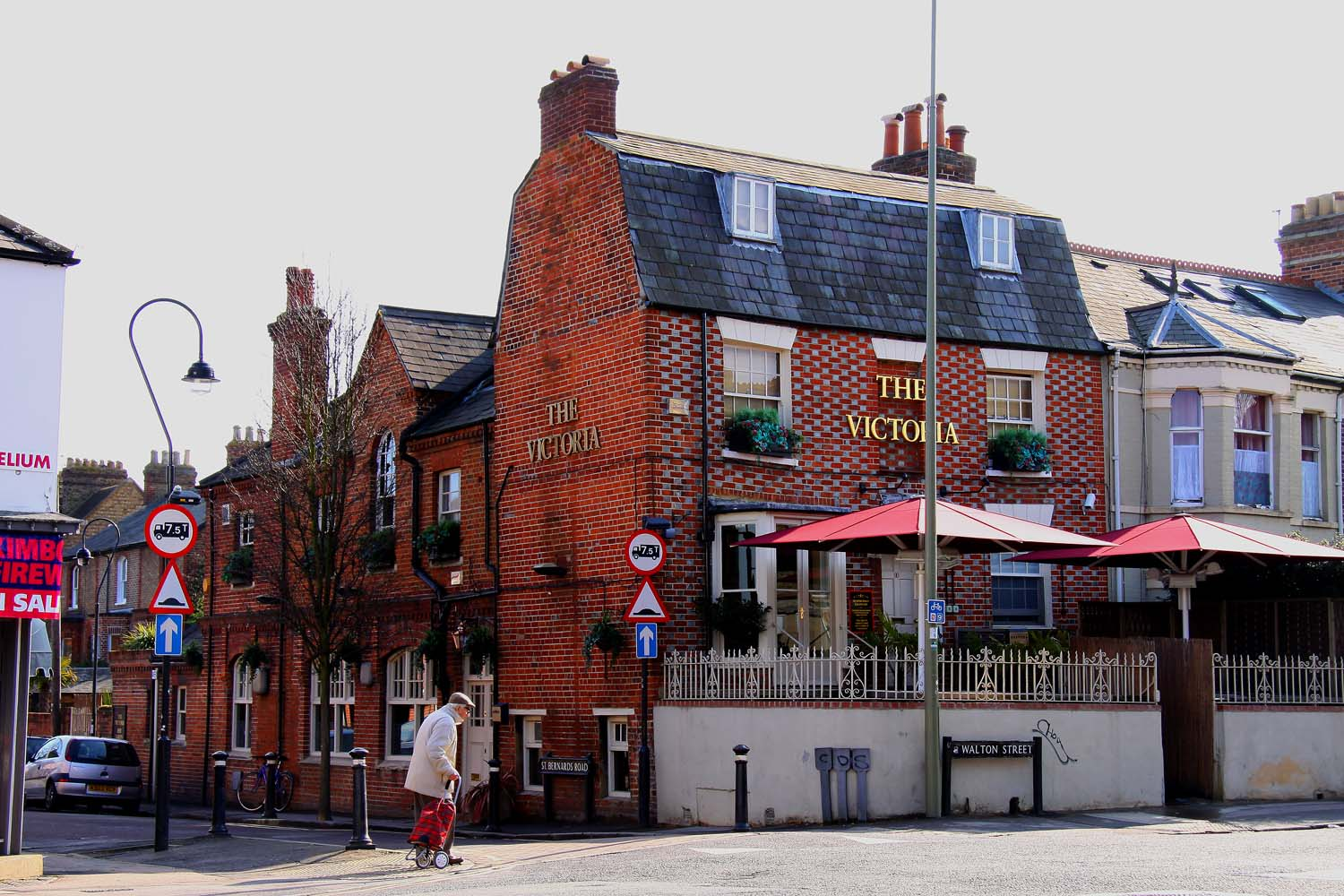
Walton Street i Jericho

Jericho är en stadsdel i norra Oxford i England. Stadsdelen utgörs av området som avgränsas av Oxford Canal, Worcester College, Walton Street och Walton Well Road. Den ligger norr om de gamla stadsmurarna i Oxford och namnet Jericho tros anspela på att det var en övernattningsplats för resande som anlänt till Oxford efter att stadsportarna stängts för natten, alltså en avlägsen plats från staden.

## Historia

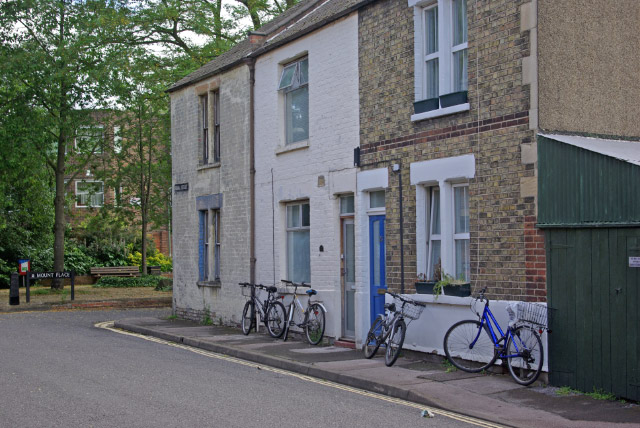
Canal Street

Stadsdelens nuvarande bebyggelse tillkom till större delen under 1800-talet efter att Oxford Canal byggts i västra utkanten av stadsdelen 1790. Här uppstod flera industrier, bland andra järnverket Eagle Ironworks, varvsindustrier och Oxford University Press. Under den viktorianska eran uppfördes enkla tvåvånings arbetarbostäder som ofta drabbades av översvämningar, med epidemier av tyfus och dysenteri. Under 1950-talet var området ökänt för prostitution och under 1960-talet fanns planer på omfattande rivningar, som dock stoppades; istället genomfördes ett omfattande upprustningsprogram under de följande decennierna, och under 1970-talet och 1980-talet tillkom även sociala hyresbostäder i området. Sedan mitten av 1900-talet har en gentrifieringsprocess ägt rum i området, som ligger nära Oxfords stadskärna.

## I fiktion
St Barnabaskyrkan i Jericho förekommer i Thomas Hardys roman Jude Fawley: en själ från djupet. Det första avsnittet av TV-kriminalserien Kommissarie Morse filmades här, baserat på romanen Döden i Jericho av Colin Dexter. Även spinoffserien Kommissarie Lewis har spelats in här.
Philip Pullmans romaner Guldkompassen och Lyra's Oxford utspelas delvis i Jericho.
Romanen The Whore's Asylum av Katy Darby beskriver området 1887 som en slum och plats för prostitution.